# La Charcuterie mécanique
La Charcuterie mécanique er en fransk stumfilm fra 1896 af Brødrene Lumière.